# Hadi Afshar Bakeshlo
Hadi Afshar Bakeshlo es un deportista iraní que compitió en taekwondo. Ganó una medalla de plata en el Campeonato Mundial de Taekwondo de 2001, en la categoría de +84 kg.

## Palmarés internacional
| Campeonato Mundial | Campeonato Mundial   | Campeonato Mundial | Campeonato Mundial |
| Año                | Lugar                | Medalla            | Categoría          |
| ------------------ | -------------------- | ------------------ | ------------------ |
| 2001               | Jeju (Corea del Sur) | Medalla de plata   | +84 kg             |